# 狭叶赛爵床
狭叶赛爵床（学名：Calophanoides loheri）是爵床科杜根藤属的植物。分布在菲律宾以及中国大陆的海南等地，生长于海拔400米的地区，一般生长在山上溪边的石上，目前尚未由人工引种栽培。